# Língua meda
A Língua meda ou medo, também conhecida como médico, era uma língua indo-iraniana falada na Antiguidade pelos medos, povo que ocupou principalmente a região do atual Curdistão. Não existem textos preservados em língua meda, a gramática é desconhecida e o idioma é documentado apenas por meio de empréstimos em persa antigo.
O medo é considerada uma língua iraniana do noroeste, assim como o curdo moderno, o zazaki, o gilaki, o mazandarani e balúchi, embora atualmente seja uma língua extinta.
Embora nada se saiba sobre a sua gramática, nota-se que existem semelhanças entre esta língua e as línguas avestana e persa antigo. Durante a existência do estado medo, a língua meda era o idioma oficial do estado nos territórios cobertos por este estado.

## História
O medo só é evidenciado pelos diversos empréstimos seus encontrados no persa antigo. Nada se conhece de sua gramática, "porém ele partilha importantes isoglossas fonológicas com o avéstico, e não com o persa antigo. (...) Sob o domínio médico, o medo deve ter sido, até certo ponto, o idioma oficial na Pérsia ocidental."
Nenhum documento datado do período medo foi preservado, e não se sabe com qual escrita os textos produzidos por este povo eram feitos. Até agora apenas uma inscrição do período pré-aquemênida, uma placa de bronze, foi descoberta no território da Média, uma inscrição cuneiforme escrita em acádio, talvez por volta do século VIII a.C., porém nenhum nome meda é mencionado nela.
Alguns estudiosos atuais sugeriram que o chamado linear elamita, que ainda não foi decifrada, poderia ter sido usada para escrever o idioma dos medos, presumindo que Kutik-Inshushinak seria o nome original iraniano de Ciaxares, em vez de um rei elamita do período não muito anterior ao uso dela.

### Citação bíblica
Na Bíblia, no Livro dos Atos dos Apóstolos, há menção de que, dentre os presentes em Jerusalém quando da descida do Espírito Santo sobre os Apóstolos, havia falantes da língua meda.
| “ | "Profundamente impressionados, manifestavam a sua admiração: 'Não são, porventura, galileus todos estes que falam? Como então todos nós os ouvimos falar, cada um em nossa própria língua materna? Partas, medos, elamitas; os que habitam a Macedônia, a Judeia, a Capadócia, o Ponto, a Ásia, a Frígia, a Panfília, o Egito e as províncias da Líbia próximas a Cirene; peregrinos romanos, judeus ou prosélitos, cretenses e árabes; ouvimo-los publicar em nossas línguas as maravilhas de Deus!'" — Atos dos Apóstolos 2:7-11 | ” |